# Konståret 1865

## Händelser

### Okänt datum
- Konsthögskolan Valand grundas under namnet Valands konstskola.
- Göteborgs konstförening bildades

## Verk

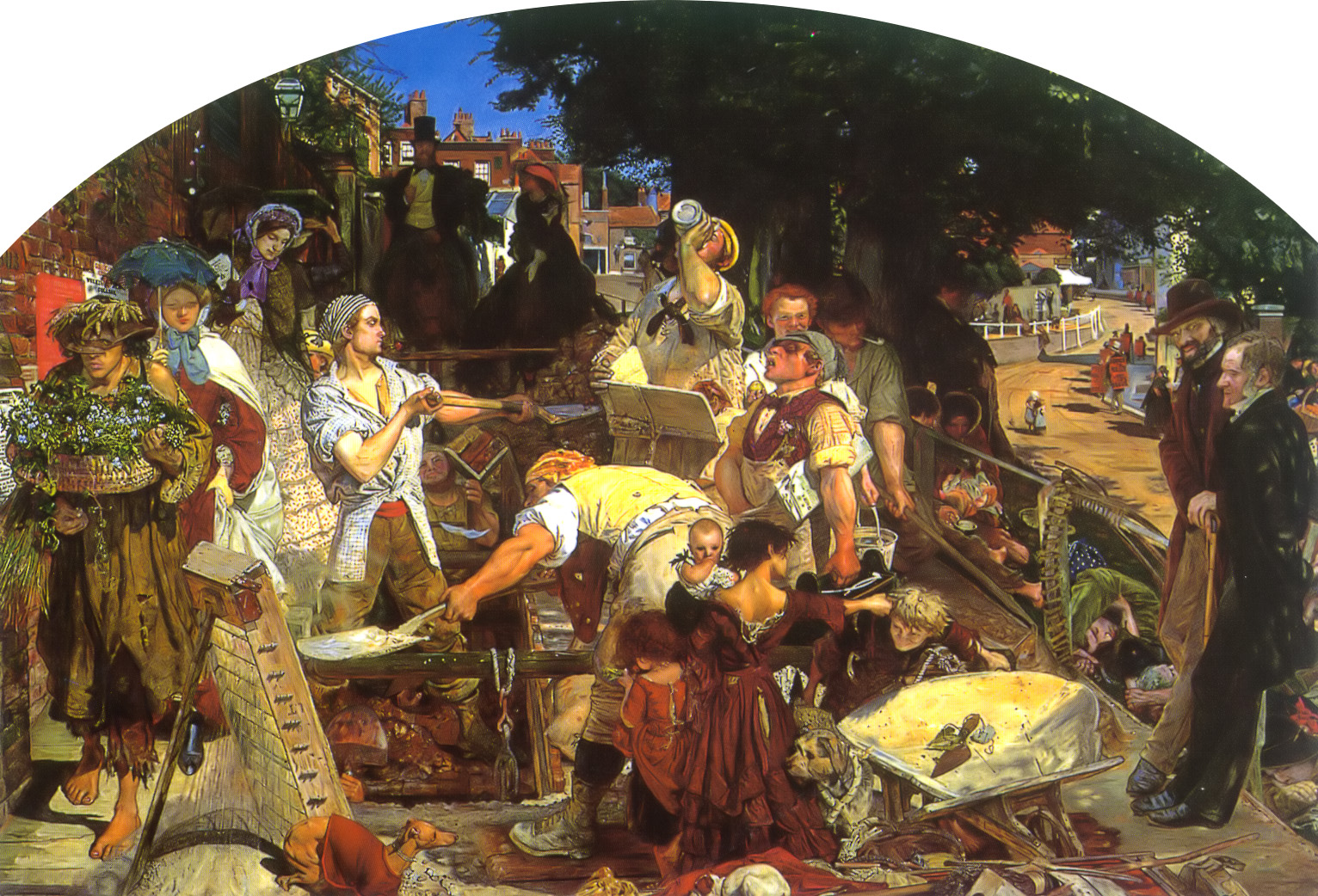
Ford Madox Brown slutför, efter tretton år, sitt verk Work år 1865.

- Ford Madox Brown slutför sin målning "Work" efter tretton år.
- Lawrence Alma-Tadema - An Egyptian at his Doorway.
- Edgar Degas - Scène de guerre au Moyen Âge (Musée d'Orsay, Paris).
- Henri Harpignies - Les Corbeaux
- Édouard Manet - Le Combat du Kearsarge et de l'Alabama (Philadelphia Museum of Art)
- Édouard Manet – L'Homme mort (National Gallery of Art Washington D.C.).
- Édouard Manets målning Olympia orsakar skandal på Parissalongen.
- Gustave Moreau - Orpheus (Musée d'Orsay, Paris)
- Jean-François Millets målning L'Angélus ställs ut första gången, och blir väldigt populär i Frankrike.[1]
- Alfred Sisley - Avenue of Chestnut Trees near La Celle-Saint-Cloud

## Födda
- 9 januari - Anna Fjæstad (död 1946), svensk konstväverska.
- 19 januari - Valentin Serov (död 1911), rysk målare.
- 9 mars - Natanael Beskow (död 1953), svensk predikant, författare och konstnär.
- 26 april - Akseli Gallen-Kallela (död 1931), finsk målare.
- 16 maj - Edvard Westman (död 1917), svensk bildkonstnär.
- 17 juni - Helmi Sjöstrand (död 1950), finlandssvensk bildkonstnär.
- 25 juni - Robert Henri (död 1929), amerikansk målare.
- 1 augusti - Prins Eugen (död 1947), svensk hertig och konstnär.
- 18 augusti - Gustaf Malmquist (död 1925), svensk skulptör.
- 23 september - Suzanne Valadon (död 1938), fransk målare.
- 28 december - Félix Vallotton (död 1925), schweizisk målare och grafiker.
- okänt datum - Adelaide Alsop Robineau (död 1929), amerikansk målare och krukmakare.
- okänt datum - Albert Aurier (död 1892), poet, konstkritiker och målare.
- okänt datum - Lim-Johan (död 1944), svensk autodidakt konstnär.
- okänt datum - Anna Wengberg (död 1936), svensk konstnär.
- okänt datum - Alexander Federley (död 1932), finländsk målare, illustratör och grafiker

## Avlidna
- 26 januari - Marcus Larson (född 1825), svensk landskapskonstnär.
- 7 mars - Bror Jacob Adelborg (född 1816), svensk sjömilitär och konstnär.
- 18 juni - Antoine Wiertz (född 1806), belgisk målare.
- 14 augusti - Fitz Hugh Lane (född 1804), amerikansk målare.
- 23 augusti - Ferdinand Georg Waldmüller (född 1793), österrikisk målare.
- 17 september - John Neagle (född 1796), amerikansk porträttmålare.
- 29 september - François Joseph Heim (född 1787), fransk målare.
- 24 december - Charles Lock Eastlake (född 1793), målare och konstsamlare.
- okänt datum - Tivadar Alconiere (född 1797), ungersk målare.
- okänt datum - John Frederick Herring, Sr. (född 1795), engelsk målare och skyltmakare.
- okänt datum - Kunisada (född 1786), Japansk designer av ukiyo-e.
- okänt datum - Josef Navrátil (född 1798), tjeckisk målare av målningar, muralmålningar, och fresker.

### Fotnoter
1. ↑  Farthing, Stephen (2006). 1001 Paintings You Must See Before You Die. London: Cassell. ISBN 978-1-84403-563-2